# Гонконзький музей мистецтв
Гонконзький музей мистецтв (англ. The Hong Kong Museum of Art; кит.: 香港藝術館) — головний музей мистецтв Гонконгу. Він був відкритий у 1962 році у будівлі мерії Гонконгу. У 1991 році музей переїхав у спеціально побудовану для нього будівлю в районі Цім Ша Цуй. Підпорядковується музей Міністерству дозвілля та культури Гонконгу. Філією цього музею є Музей чайного посуду у Будинку з Флагштоком у Гонконзькому парку. 
З 2015 року Музей мистецтв закритий на багаторічну реконструкцію. Його роботу планується відновити у 2019 році.

## Про музей
Місія Гонконзького музею мистецтв — збереження китайської культури та просування творів місцевих митців.
До колекції музею входять 16 тисяч об’єктів мистецтва, серед яких твори живопису, скульптури та каліграфії китайських і гонконзьких митців, предмети історичного значення. Крім постійної експозиції, у рамках міжнародної кооперації у музеї проводяться постійно виставки творів із закордонних колекцій.
Музей відкритий для відвідування кожного дня, крім вівторка та перших двох днів Китайського Нового Року. Час роботи з понеділка по п’ятницю з 10 до 18 годин; по суботах, неділях та святкових днів з 10 до 19 годин; напередодні католицького Різдва та Китайського Нового Року з 10 до 17 години.
Плата за вхід складає 10 гонконзьких доларів; для інвалідів, студентів очної форми навчання та осіб, які досягли 60 років, – 5 гонконзьких доларів; для груп від 20 осіб діє знижка 30%. Додаткова плата може стягуватись за доступ на спеціальні виставки.

З 2015 року до 2019 року музей мистецтв Гонконгу закритий на реконструкцію.

## Історія
Гонконзький музей мистецтва був заснований у 1962 року. У липні 1975 року музей був розділений на Музей історії Гонконгу та Музей мистецтв Гонконгу. Музей історії Гонконгу переїхав у 1983 році у парк Коулуну.
До 1991 року музей мистецтв розташовувався в мерії міста у Центральному районі. Після цього він став розташовуватись у будівлі, яка зараз розташовується на Солсбері Роад, 10 в Цім Ша Цуй поруч з Культурним центром Гонконгу та Гонконзьким Музеєм космосу в Цім Ша Цуй. Музей мистецтв займав до переїзду у будівлі мерії восьмий, дев’ятий, десятий і одинадцятий поверхи. А зараз там розташовується громадська бібліотека міста.
27 січня 1984 року у Будинку з флагштоком у Гонконзькому парку в якості філіалу Гонконзького музею мистецтв був відкритий Музей чайного посуду.

### Реконструкція
У 2015 році музей закрито на реконструкцію, у ході якої оновлюється фасад будівлі, яка потрапила на восьме місце в десятку Найбільш потворних будівель світу за версією агентства Рейтер. Крім того, планувалось додати дві нові виставкові зали та надбудувати новий поверх, оскільки музей випробовує серйозний недолік у виставкових площах. Накопичені за роки експлуатації будівлі конструкційні проблеми також враховані у плані реконструкції. Під час проведення реконструкції планується збільшити виставкову площу з 7000 кв.м. до 10000 кв. м.
Планувалось, що музей буде закритим приблизно на три роки на реконструкцію. Загальна вартість проведення реконструкції музею мистецтв Гонконгу становить 400 мільйонів доларів США.
На час будівельних робіт адміністрація музею планувала провести проведення пересувних виставок по закордонним музеям.
Гонконзький музей мистецтв відновить свою роботу вже у 2019 році, пропонуючи нові програми та виставки. Основною метою роботи музею є пропаганда мистецтва серед широкого загалу. У цей час плануються на 2019 рік нові навчальні програми, які будуть спрямовані на покращення розуміння та зацікавлення відвідувачів творчістю митців.

## Галерея
|                                  |
| Чайник з дизайном цвітіння сливи |

|                              |
| Будда, який сидить на лотосі |

|                         |
| Гао Цифен, «Білий кінь» |

|                           |
| Цзюй Лянь, «Сотня квітів» |

|                                           |
| Шитао, «Катання на човні на Івовій річці» |

|                          |
| Каліграфія Вень Чженміна |

|                                         |
| У Чаншо, «Червоні квіти, сливи та гора» |

|                       |
| Каліграфія Чжао Менфу |

|                                               |
| Ваза з квітковим візерунком, кантонська емаль |

|                       |
| Статуетка Лінь Цзесюя |

|                              |
| Два духи гармонії та єдності |

|                                                                   |
| Портрет лейтенанта-губернатора Гонконгу Джорджа Чарльза д'Агілара |

|               |
| Будда Майтрея |

|                                             |
| Тарілка із зображенням сцени вантаження чаю |

|                                |
| Дзеркало з Т-подібним дизайном |

|                     |
| Тарілка з персиками |